# Tõnu Tõniste
Tõnu Tõniste, född den 26 april 1967 i Tallinn, är en estländsk seglare.
Han tog OS-brons i 470 i samband med de olympiska seglingstävlingarna 1992 i Barcelona.